# Turdinule de Palawan
Ptilocichla falcata
Espèce
Statut de conservation UICN

 VU A2c+3c+4c;B1ab(i,ii,iii,iv,v) : Vulnérable
La Turdinule de Palawan (Ptilocichla falcata) est une espèce de passereau de la famille des Pellorneidae.

## Répartition
Elle est endémique des îles voisines de Palawan et Balabac, dans les forêts pluviales de Palawan, aux Philippines.

## Habitat
Elle habite les forêts humides tropicales et subtropicales de basses altitudes.
Elle est menacée par la perte de son habitat.